# Stenurella sennii
Stenurella sennii là một loài bọ cánh cứng trong họ Cerambycidae.